# سی‌اس‌اس دریری
سی‌اس‌اس دریری (به انگلیسی: CSS Drewry) یک کشتی بود که طول آن ۱۰۶ فوت (۳۲ متر) بود. این کشتی در سال ۱۸۶۳ ساخته شد.